# Graemsay

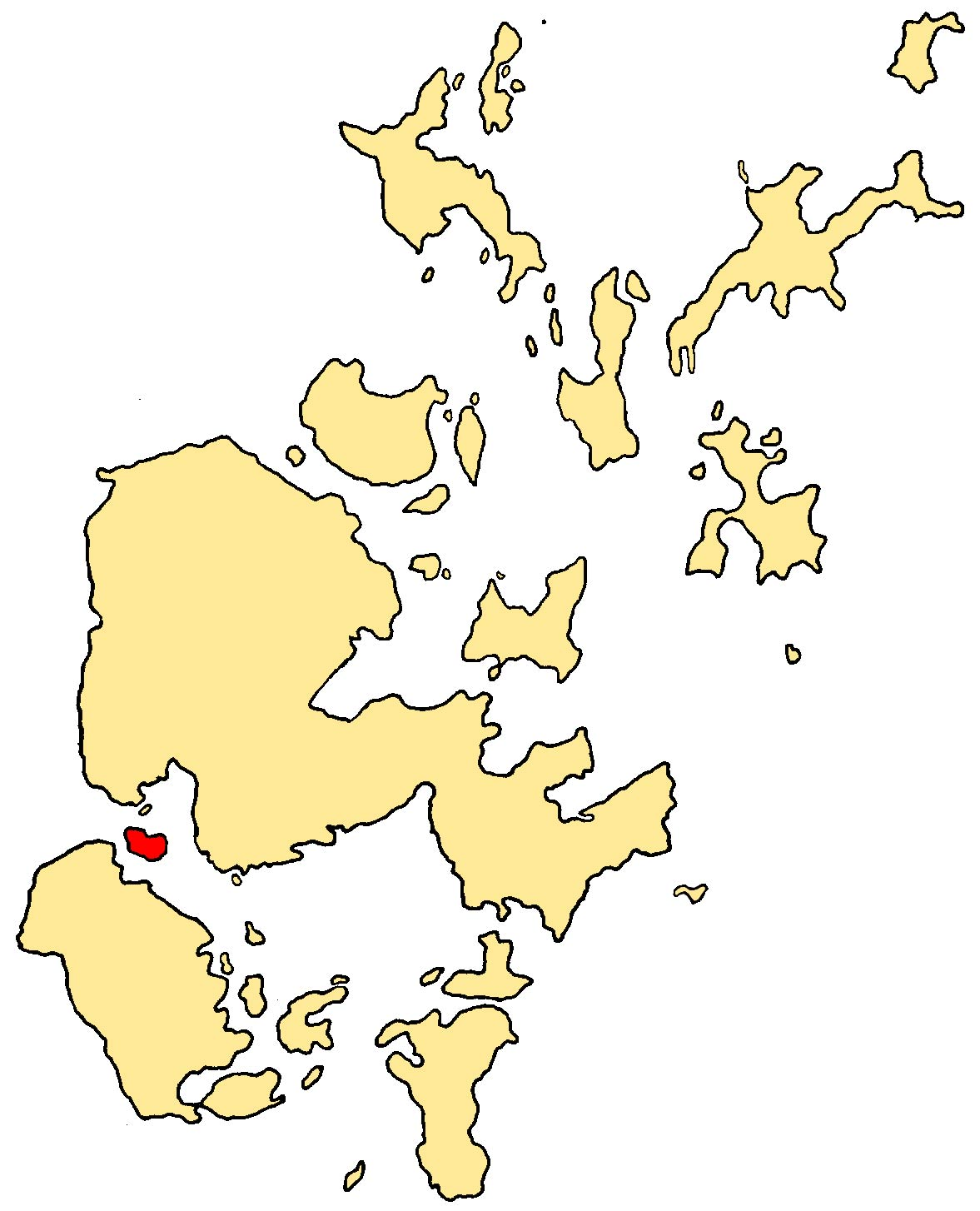
Graemsays placering i ögruppen är markerat med rött.

Graemsay är en ö i den skotska ögruppen Orkneyöarna och ligger i sundet Hoy Sound mellan öarna Hoy och Mainland. Namnet på ön kommer från det fornnordiska och betyder Grimsö. Under 1800-talet hade ön cirka 200 invånare, idag finns det dryga 27 invånare här. Ön är två kilometer bred och tre kilometer lång.
Här finns bland annat två fyrtorn från 1851 och har färjeförbindelse med Stromness på Mainland och Hoy.

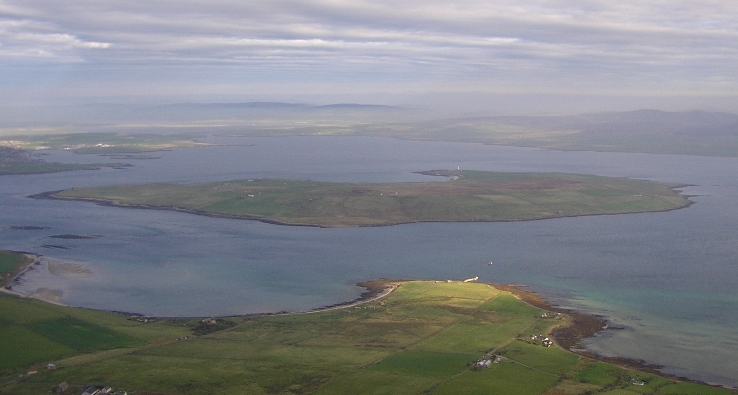
Flygbild över Graemsay